# Louisa Lane Drew
Louisa Lane Drew, nata Louisa Lane, (Londra, 10 gennaio 1820 – Larchmont, 31 agosto 1897), è stata un'attrice teatrale e impresaria teatrale inglese.
Nata in Inghilterra, a Lambeth Parish (Londra), era figlia di Thomas Frederick Lane, un attore molto noto a livello locale e di Eliza Trenter. La famiglia Lane era un'antica famiglia di teatranti di lontane origini italiane che era giunta a Londra nei primi anni del Seicento e che, in tempi più recenti, ha avuto tra i suoi componenti gli attori Lupino Lane e sua nipote Ida Lupino, che - negli anni quaranta - sarebbe diventata una delle più famose attrici di Hollywood.

## Biografia
Nel 1827, Louisa si recò negli Stati Uniti insieme alla madre, rimasta vedova, per raggiungere la compagnia Cowell/Simpson. Recitò con Junius Brutus Booth, il padre di John Wilkes Booth, il futuro assassino di Abraham Lincoln. Il 13 marzo 1863 recitò anche a fianco di John Wilkes Booth all'Arch Street Theatre in Macbeth: Booth apparve nel ruolo del protagonista e Louisa vestì i panni di Lady Macbeth.
L'attrice si sposò due volte senza avere figli. Nel 1838 sposò Henry Hunt, un giovane attore irlandese di Dublino. Il suo terzo marito, sposato nel luglio 1850, fu un altro attore irlandese, John Drew: da questo matrimonio nacquero Louisa Drew (1852–1888), John Drew, Jr. e Georgiana Drew. Nel 1853, i Drew avevano comperato a Filadelfia un teatro, l'Arch Street Theatre, che venne gestito in famiglia. Dopo la morte del marito, morto a soli 34 anni nel 1862 a causa di un colpo ricevuto durante una festa, Louisa rilevò la gestione del teatro. Adottò un bambino che chiamò Sidney e che si pensò potesse essere un figlio che aveva avuto fuori del matrimonio.
Louisa recitò molto spesso in abiti maschili, impersonando personaggi quali Romeo, Marco Antonio e altri ruoli shakespeariani.
Louisa Drew morì il 31 agosto 1897 a Larchmont, nella Westchester County, nello stato di New York; è sepolta nel Mount Vernon Cemetery di Filadelfia (Pennsylvania).

## I discendenti
John Drew, Jr.. abbracciò anche lui la carriera di attore, debuttando ragazzino all'Arch Street Theatre. Diventerà uno dei più famosi attori della scena teatrale di Broadway di fine Ottocento e del primo Novecento.
Georgiana conoscerà in scena Maurice Barrymore che sposa: la coppia avrà tre figli, Lionel, Ethel e John. I tre fratelli diventeranno celebri sul palcoscenico e, soprattutto, al cinema. Verranno chiamati la Royal Family of Hollywood.
Sidney recita pure lui. Passa dietro la macchina da presa e diventa un conosciuto regista e sceneggiatore cinematografico.
Da Louisa discende l'attrice Drew Barrymore (nipote di John Barrymore e pronipote di Georgiana), chiamata così proprio per ricordare col suo nome di battesimo la linea materna dei Drew.